# 5e régiment de dragons « baron de Manteuffel » (régiment de dragons rhénan)
Pour les articles homonymes, voir 5e régiment.
Le 5e régiment de dragons « baron de Manteuffel » (régiment de dragons rhénan) est une unité de cavalerie de l'armée prussienne.

## Histoire
La formation est créée le 7 mai 1860 (jour de la fondation) par AKO en tant que 1er régiment combiné de dragons à partir du 5e escadron des 7e, 9e et 11e régiments de hussards (de) ainsi que le 4e escadron du 8e régiment de hussards (de) . L'état-major, le 1er et le 2e escadron sont désignés comme garnisons de paix à Salzwedel, le 3e et le 4e escadron à Gardelegen. À partir du 4 juillet 1860, l'unité porte le nom de 5e régiment de dragons rhénan. Fin 1864, le régiment est transféré à Flensbourg et Hadersleben. Après la guerre austro-prussienne, l'unité s'installe ensuite dans sa garnison de Francfort-sur-le-Main et de Mayence à la fin de 1866. Depuis le 27 septembre 1875, l'unité est entièrement installée à Hofgeismar.
Par AKO du 27 janvier 1889, le régiment reçoit son nom définitif 5e régiment de dragons « baron de Manteuffel » (régiment de dragons rhénan).

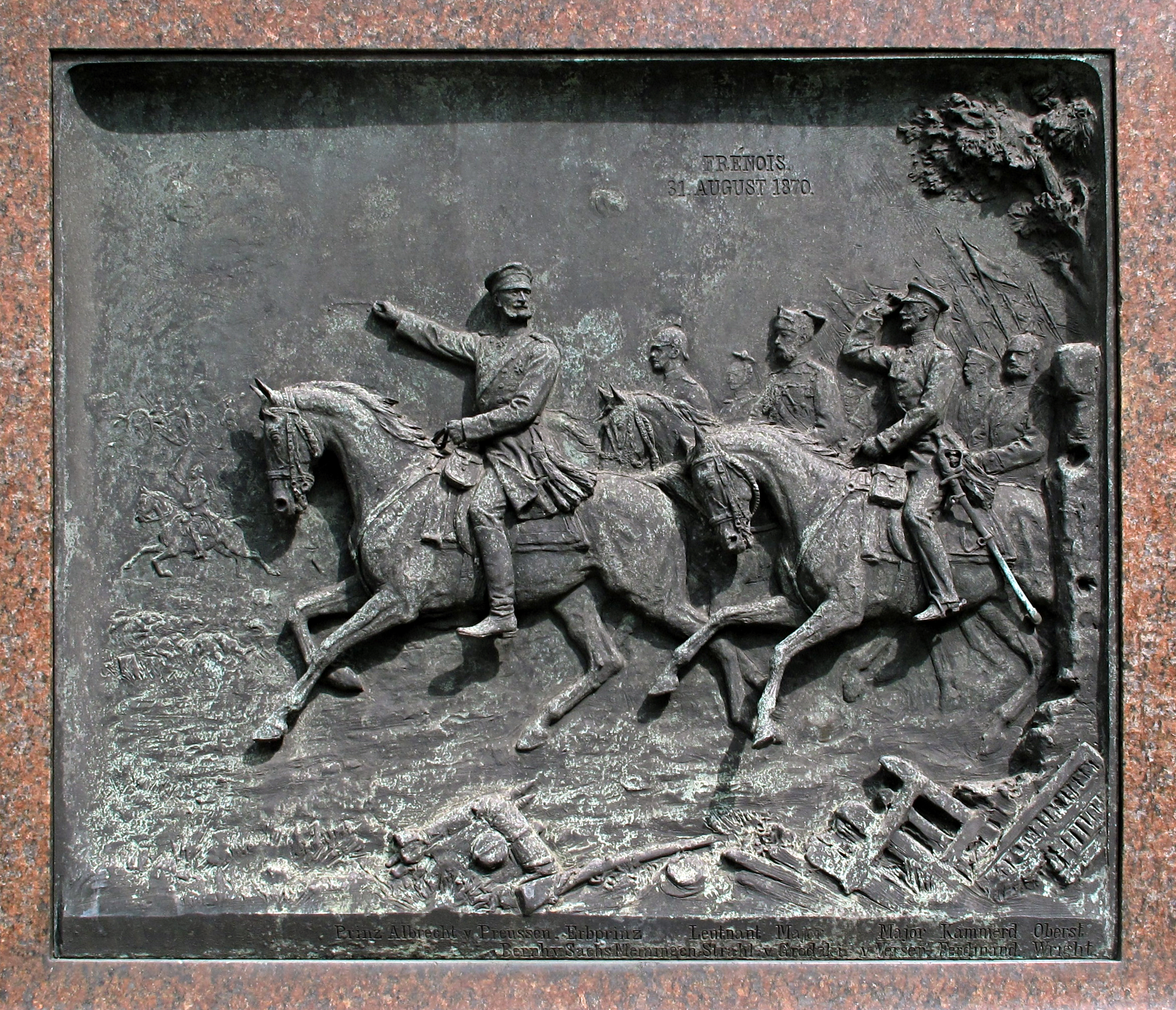
Colonel Wright (premier à droite)le 31 août 1870 lors de la "Poursuite de l'ennemi par Frenois sur Sedan" sur un relief du monument du prince Albert de Prusse

### Guerre austro-prussienne
Pendant la guerre austro-prussienne, les dragons participent aux batailles dans la région de Hanovre et à la bataille de Langensalza. L'unité rejoint ensuite l'armée du Main sous les ordres du général Manteuffel. Ici, le régiment participe à l'avancée vers Fulda et aux batailles contre les troupes bavaroises. En juillet, l'avancée se poursuit via Francfort-sur-le-Main dans l'Odenwald avec des combats sur la Tauber. Le 2 août, les derniers combats ont lieu près de Wurtzbourg.

### Guerre franco-prussienne
Au début de la guerre contre la France en 1870, le régiment est d'abord engagé dans la protection des frontières dans le Palatinat. S'ensuit la bataille de Sedan suivie d'une avancée sur Paris. Puis les dragons participent aux batailles contre l'armée française de la Loire. En janvier 1871, le régiment retourne dans ses garnisons d'origine.

### Première Guerre mondiale
Au début de la Première Guerre mondiale, le régiment se dirige vers l'ouest en août 1914, où il participe à des combats frontaliers isolés, suivis de services de patrouille et de sécurité dans  l'est de la Belgique jusqu'à la fin mars 1915. Après cela, les dragons sont transférés sur le front de l'Est. Engagé dans la guerre de mouvement en Lituanie et en Courlande, le régiment participe à la bataille de Wilna en septembre 1915. Cela est suivi par une guerre de tranchées en Pologne russe et en Galicie jusqu'à l'automne 1916. Jusqu'en février 1917, il participe à la campagne contre la Roumanie. Ensuite, il est à nouveau transféré vers l'ouest et reçoit des missions de protection de la frontière hollandaise. À la fin de l'année, les dragons reçoivent une formation d'infanterie et sont engagés pour effectuer des services d'étape dans le secteur de la ligne Siegfried en France. Ensuite, un transfert vers l'est a de nouveau lieu. Avec le 14e régiment de hussards, il est engagé dans des combats d'infanterie en tant que régiment de tirailleurs prussiens. En juin 1918, le régiment est remis en selle et entreprend des missions de sécurité en Ukraine jusqu'à la fin de la guerre.

### Après-guerre
Après l'armistice de Compiègne, le régiment entame sa marche de retour au prix de combats incessants et arrive à Hofgeismar le 28 février 1919. La démobilisation et la dissolution de l'unité ont ensuite lieu.
Dans la Reichswehr, la tradition est reprise par un décret du chef de la direction de l'armée, le général de l'infanterie Hans von Seeckt, en date du 24 août 1921, par le 2e escadron du 16e régiment de cavalerie de Hofgeismar.

## Chefs de régiment
| Grade                                                         | Nom                         | Date                                 |
| ------------------------------------------------------------- | --------------------------- | ------------------------------------ |
| Generalleutnant/ General der Kavallerie/ Generalfeldmarschall | Edwin von Manteuffel        | 9 septembre 1866 au 17 juin 1885     |
| General der Kavallerie                                        | Charles-Théodore en Bavière | 5 septembre 1897 au 30 novembre 1909 |
| General der Kavallerie                                        | Alphonse de Bavière         | 16 juin 1913 à la dissolution        |

## Commandants
| Grade                       | Nom                           | Date                                                |
| --------------------------- | ----------------------------- | --------------------------------------------------- |
| Major/Oberstleutnant        | Wilhelm von Schoenermarck     | 4 juillet 1860 au 27 septembre 1863                 |
| Oberstleutnant/Oberst       | Hermann von Wedell            | 28 septembre 1863 au 8 juin 1868                    |
| Oberstleutnant/Oberst       | Charles Harrison Wright (de)  | 9 juin 1868 au 31 août 1870                         |
| Major                       | Alfred von Kaphengst (de)     | 8 août au 12 décembre 1871 (chargé de la direction) |
| Oberstleutnant/Oberst       | Alfred von Kaphengst          | 13 décembre 1871 au 1er janvier 1876                |
| Major                       | Heinrich von Hagen            | 2 au 10 janvier 1876 (chargé de la direction)       |
| Major/Oberstleutnant/Oberst | Heinrich von Hagen            | 11 janvier 1876 au 2 juin 1882                      |
| Major                       | Carl von Porembsky            | 3 au 13 juin 1882 (chargé de la direction)          |
| Oberstleutnant/Oberst       | Carl von Porembsky            | 14 juin 1882 au 7 mars 1887                         |
| Major                       | Wilhelm von Hantelmann (de)   | 8 mars au 6 juillet 1887 (chargé de la direction)   |
| Oberstleutnant/Oberst       | Wilhelm von Hantelmann        | 7 juillet 1887 au 28 juin 1891                      |
| Oberstleutnant              | Constantin von Braun          | 29 juin au 21 août 1891 (chargé de la direction)    |
| Oberstleutnant/Oberst       | Constantin von Braun          | 22 août 1891 au 18 mars 1896                        |
| Major                       | Walter von Wittich            | 19 mars au 15 juin 1896 (chargé de la direction)    |
| Oberstleutnant              | Walter von Wittich            | 16 juin 1896 au 19 juillet 1899                     |
| Major                       | Hans von Keller (de)          | 20 juillet au 17 août 1899 (chargé de la direction) |
| Oberstleutnant/Oberst       | Hans von Keller               | 18 août 1899 au 17 avril 1903                       |
| Oberstleutnant/Oberst       | Karl von Meyer                | 18 avril 1903 au 27 février 1908                    |
| Oberst                      | Hermann Brecht                | 28 février 1908 au 17 octobre 1909                  |
| Oberstleutnant/Oberst       | Wilhelm von Graevenitz        | 18 octobre 1909 au 17 avril 1913                    |
| Oberstleutnant/Oberst       | Alfred von Hülst              | 18 avril 1913 au 3 août 1914                        |
| Oberstleutnant              | Maximilian von Niesewand (de) | 4 août 1914 au 15 juillet 1917                      |
| Oberstleutnant              | William Halling               | 16 juillet au 15 août 1917                          |
| Major/Oberstleutnant        | Wilhelm von Harnier           | 16 août 1917 à la dissolution                       |

## Uniforme
Les dragons portent une tunique bleuet et un pantalon anthracite. La tunique est équipée de revers suédois.
La couleur dite des insignes du régiment est ponceaurot. Les parements, le col montant, les champs d'épaulettes et les passants sont de cette couleur. Les boutons et ferrures sont en tombac. Une bandoulière blanche avec un cartouche noir va de l'épaule gauche à la hanche droite. Les bandoulières et les cartouches ne sont pas portés avec des costumes de sortie ou des costumes formels. Le casque est muni de l'aigle dragon prussien et de jugulaires. La cocarde nationale est noire et blanche, tout comme le drapeau lance des équipes. Le drapeau de la lance des sous-officiers est blanc avec un aigle prussien noir.
Déjà ordonné par l'A.K.O. du 14 février 1907 et introduit progressivement à partir de 1909/10, l'uniforme multicolore est remplacé pour la première fois par l'uniforme de service de campagne gris (M 1910) à l'occasion des manœuvres de l'empereur en 1913. Les cuirs et les bottes sont de couleur marron naturel, le casque est recouvert d'une housse en tissu appelée roseau. La cartouchière et le cartouche ne sont plus portés avec cet uniforme.